# 007 카지노 로얄 (소설)
《007 카지노 로얄》(영어: Casino Royale)은 이언 플레밍의 첫 《제임스 본드》 소설이다. 1967년 동명의 이름으로 영화화되었으며, 2006년에도 동명의 이름으로 영화화되었다.